# La Louptière-Thénard

La Louptière-Thénard este o comună în departamentul Aube din nord-estul Franței. În 1 ianuarie 2022 avea o populație de 300 de locuitori.